# Järnvägsolyckan i Granville
Järnvägsolyckan i Granville inträffade klockan 08.12 den 18 januari 1977 i Granville i New South Wales i Australien då ett persontåg spårade ur och krockade med en bropelare. Kort efter att tåget krockade med bropelaren rasade bron och krossade två av tågets personvagnar. 83 personer omkom och ytterligare 213 skadades, vilket gör olyckan till Australiens värsta järnvägsolycka sett till antal offer.